# نبيل بن مسمية
نبيل بن مسمية، ممثل تونسي من مواليد 26 ديسمبر 1981 بتونس العاصمة، اشتهر بسلسلة «بالاص» وباسمه الفنّي «كُلّاَبْ»

## المسيرة
شارك نبيل بن مسمية في العديد من السلسلات الهزلية والمسلسلات، كما عمل في العديد من القنوات والإذاعات
ممثل ببرنامج «الايميسيون» على قناة التاسعة (2016-2017)
ممثل ببرنامج «الايميسيون اكسترا» على قناة التاسعة (2016-2017)
ممثل ببرنامج «با لي ماسك» على قناة الحوار التونسي (2017-2018)
ممثل ببرنامج «با لي ماسك» على قناة الحوار التونسي (2018-2019)
ممثل ببرنامج «جو دي تو» على قناة الحوار التونسي (2019-2020)
مقدم فقرة ببرنامج «سامدي لايت» على راديو موزاييك (2019-2020)
ممثل بسلسلة «تونس 2050» (2019-2020)
ممثل ببرنامج «جو دي تو» على قناة الحوار التونسي (2020-2021)
(2020-2021) «ممثل بمسلسل» ابن خلدون
ممثل ببرنامج «جو دي تو» على قناة الحوار التونسي (2021-2022)
| مسار = http://elhiwarettounsi.com/vod/video/2677/%D9%86%D8%A8%D9%8A%D9%84-%D9%83-%D9%84-%D8%A7%D8%A8-%D9%8A%D8%B5%D8%B1%D8%AE-%D9%81%D9%8A-%D8%A7%D9%84%D8%A7%D8%B3%D8%AA%D9%88%D8%AF%D9%8A%D9%88-%D8%B3%D9%8A%D8%A8-%D8%A7%D9%84%D8%AC%D9%85%D9%87%D9%88%D8%B1
| عنوان = Stand-up : Kolleb : نبيل كُلَّاب يصرخ في الاستوديو "سيب الجمهور !"
| موقع = Elhiwar Ettounsi
| تاريخ الوصول = 2022-08-06
| مسار أرشيف = https://web.archive.org/web/20210114210452/https://www.elhiwarettounsi.com/vod/video/2677/نبيل-ك-ل-اب-يصرخ-في-الاستوديو-سيب-الجمهور | تاريخ أرشيف = 14 يناير 2021 }}</ref>
مقدم فقرة ببرنامج «نوفال جينيراسيون» على راديو «اي اف ام» (2021-2022)
ممثل بسلسلة «بالاص» (2021-2022)
كاتب ومخرج سلسلة «الفايدة في الهناء» على قناة التاسعة (2021-2022)
ممثل بمسلسل باب الرزق لهيفل بن يوسف بدور جميل شهر جيمي (2024)
سلسلة ابن خلدون (2021) أحسن سيناريو 
سلسلة بالاص (2022) أحسن سلسلة

## روابط خارجية
موقع نبيل بن مسمية على قاعدة بيانات الأفلام العربية
نبيل بن مسمية على القاعدة العالمية لبيانات الأفلام IMDB
نبيل بن مسمية على موقع كاروهات